# 学校法人樟蔭学園
学校法人樟蔭学園（がっこうほうじんしょういんがくえん）は、日本の学校法人である。大阪樟蔭女子大学、大阪樟蔭女子大学短期大学部、樟蔭中学校・高等学校、大阪樟蔭女子大学附属幼稚園の設置者である。

## 詳細
高等女学校が狭き門になっている状況を打開するため、創立者（森平蔵）が私財を投じて私立樟蔭高等女学校を1917年に設立した。建学の精神は、「充実した設備、秀れた指導者、良好な教育環境を整えて、現代社会の進歩に対応し得る高い知性と豊かな情操とを兼ね備えた、女性としての円満な人格を形成させる。」であり、「近代的で洗練された女性の育成」をめざしている。
校名は楠木正成（楠公）ゆかりの地であることから「しょういん」とし、校章も「菊水」があしらわれている。
校章は、学園、幼稚園、中学校、高等学校で使用される「菊水」と「樟」の文字を組み合わせたものと、大学（大学院）、短期大学部の「菊水」と「大学」の文字（旧字体）を組み合わせたものがある。平成20年度からは、樟の葉をモチーフとしたコミュニケーションマークと「はばたけ、知性。」というタグラインが新たに設けられた。
なお近隣にあった樟蔭東学園（2015年10月にアナン学園に改称）は、中学校・高校の制服が類似している。樟蔭東学園は歴史的には、樟蔭学園の初代校長を務めた伊賀駒吉郎が設立したという経緯があり、1950年代中頃までは人的交流もあったが、1960年に樟蔭学園創設者の森平蔵が死去してからは疎遠になり、現在では経営上・人事上の特別な関係はない。

## 創立者
森平蔵(1875 - 1960）は一代で財を成した実業家で大阪府の高額納税者。兵庫県神東郡瀬加村（現・神崎郡市川町）の藤原木市の二男に生まれ、9歳で森周兵衞の絶家を継いで森姓となる。16歳で大阪の材木商の見習い奉公人となり、26歳で独立開業し、木材商の傍ら40歳で森平汽船会社を興し、第一次世界大戦による海運業の好況に乗り、巨万の富を築く。女学校の設立のほか、大阪電気軌道はじめ多くの企業の重役を務めた。57歳のときに建てた東大阪市の自邸は登録有形文化財の樟徳館として保存されている。奉公先だった材木商の主人・浅田荷造の娘を妻とし、一女を儲けたが夭折したため、小田川全之の三男・重雄を養子とした。重雄の妻は大谷光演の娘、伯爵大谷光暢の姉。

## 設置している諸学校

### 大学
- 大阪樟蔭女子大学

### 高等学校
- 樟蔭高等学校

### 中学校
- 樟蔭中学校

### 幼稚園
- 大阪樟蔭女子大学附属幼稚園

## 歴代理事長
| 代                               | 氏名                             | 在任期間                         | 主要な経歴                       |
| 理事長（財団法人樟蔭高等女学校） | 理事長（財団法人樟蔭高等女学校） | 理事長（財団法人樟蔭高等女学校） | 理事長（財団法人樟蔭高等女学校） |
| -------------------------------- | -------------------------------- | -------------------------------- | -------------------------------- |
| 1                                | 森平蔵                           | 1919年 - 1949年                  | 森平汽船社長 大阪鉄道社長        |
| 理事長（財団法人樟蔭学園）       |                                  |                                  |                                  |
| 1                                | 森平蔵                           | 1949年 - 1951年                  | 森平汽船社長 大阪鉄道社長        |
| 理事長（学校法人樟蔭学園）       |                                  |                                  |                                  |
| 1                                | 森平蔵                           | 1951年 - 1960年                  | 森平汽船社長 大阪鉄道社長        |
| 2                                | 森重雄                           | 1960年 - 1961年                  | 樟蔭学園評議員                   |
| 3                                | 森彰朗                           | 1961年 - 1999年                  | 樟蔭学園評議員                   |
| 4                                | 森眞太郎                         | 1999年 - （現職）                | 樟蔭学園理事                     |

## 保有登録文化財
- 樟徳館（昭和11～14年築、平成12年 登録有形文化財 ）
- 記念館（昭和2年築、平成12年 登録有形文化財 ）
- 樟古館（大正7年築、平成19年 登録有形文化財 ）